# التوجه نحو الهدف
التوجه نحو الهدف، أو التوجه نحو الإنجاز، هو «النزعة الفردية نحو تطوير قدرة المرء وإثباتها في وضعيات الإنجاز». بشكل عام، يمكن تحديد ما إذا كان الفرد موجهًا نحو البراعة أو الأداء بالاستناد إلى طبيعة هدفه، ما إذا كان منطويًا على تطوير قدرات الفرد أو إظهار هذه القدرات وإثباتها، على الترتيب. يمكن أيضًا استخدام مصطلح التوجه نحو التعلم في بعض الأحيان للإشارة إلى التوجه نحو البراعة.
يشير التوجه نحو الهدف إلى كيفية تفسير الفرد للمهام وتفاعله معها، ما ينتهي بأنماط مختلفة من المعرفة، والعاطفة والسلوك. تقترح نظرية هدف التوجه، التي طُورت داخل إطار العمل الاجتماعي المعرفي، أن السلوكيات المرتبطة بالإنجاز أو الدافع لدى الطلاب قابلة للفهم عبر منظور الأسباب أو الغايات التي يتبناها هؤلاء أثناء انخراطهم في العمل الأكاديمي. ينصب التركيز وفقًا للنظرية على كيفية تفكير الطالب في نفسه، ومهامه وأدائه. أظهرت التوجهات نحو الهدف ارتباطًا مع التحصيل الدراسي للفرد، وتكيفه ورفاهيته.
اختبرت الأبحاث التوجه نحو الهدف بوصفه متغير الدافع الذي يلعب دورًا مفيدًا في التعبئة، والمناخ والثقافة، وتقييم الأداء والاختيار. استُخدم هذا المتغير في التنبؤ بأداء المبيعات، والأداء المتكيف، وعملية تحديد الهدف، والتعلم والسلوكيات التكيفية في التدريب بالإضافة إلى القيادة.

## العوامل المؤثرة
اختبرت دراسات كثيرة العلاقة بين التوجه نحو الهدف والعديد من السوابق المختلفة (أي العوامل المتنبئة بوجود التوجه نحو الهدف في وقت لاحق). حددت الدراسات مستويات متفاوتة من الأهمية لكل من هذه السوابق. حدد باينه وآخرون في تحليل تلوي كلًا من طلب الإنجاز وعناصر الشخصية الخمسة الرئيسية بوصفهما سابقتان هامتان، بينما أظهروا أن القدرة المعرفية عديمة الارتباط تقريبًا مع التوجه نحو الهدف.

### القدرة المعرفية

#### النظريات الضمنية للذكاء
خلصت الأبحاث إلى نتائج مختلطة عند دراستها العلاقة بين القدرة المعرفية – مثل الذكاء – والتوجه نحو الهدف. على سبيل المثال، أشار إيسون إلى تمتع الطلاب الذي يظهرون توجهًا نحو البراعة بمستويات أعلى من القدرة المعرفية مقارنة بأقرانهم ذوي التوجه نحو تحصيل الدرجات (التوجه نحو الأداء). مع ذلك، لم تجد دويك وزملاؤها أي علاقة بين هذين المفهومين. على الرغم من التباس النتائج، «تشير مجموعة معتبرة من النظريات والأبحاث إلى أن سمات الدافع غير مرتبطة مع سمات القدرة عمومًا». وجد باينه وآخرون في تحليله التلوي أن القدرة المعرفية والتوجه نحو الهدف مفهومان مستقلان. بناءً على ذلك، يمكن للأفراد ذوي القدرات المعرفية العالية إظهار الدرجة نفسها من التعلم، وإثبات الأداء وتجنب التوجه نحو الأداء. وجد الباحثون أيضًا أن التوجه نحو البراعة من شأنه التنبؤ بالأداء الوظيفي بما يفوق القدرة المعرفية ويتجاوزها. بالاستناد إلى هذه الأبحاث، يعمل التوجه نحو الهدف، عوضًا عن القدرة المعرفية، كأداة مفيدة للتنبؤ بأداء الفرد الوظيفي.
تشير المعتقدات المعرفية للذكاء والقدرة المعرفية إلى معتقدات الفرد حول طبيعة القدرة الفكرية. على وجه التحديد، يوضح ذلك نظرة الفرد إلى الذكاء ما إذا كان خاصية ثابتة، أو سمة مرنة. أظهرت تصورات الفرد حول الذكاء قدرة على التأثير في العوامل المعرفية والتحفيزية المرتبطة بالتوجه نحو الهدف ما يؤثر في نهاية المطاف على الأداء الأكاديمي.

#### الكيانية
يشير امتلاك الفرد لنظرة كيانية حول الذكاء (يمكن الإشارة إليها أيضًا باسم النظرة «الثابتة») إلى اعتقاده بأن الذكاء خاصية غير متغيرة ومن المرجح اعتقاده أيضًا بأن دور الجهد في تحقيق النتيجة معدوم أو ضئيل. بعبارة أخرى، قد يكون المرء ببساطة ذكيًا أو غير ذكي. تُعتبر وجهة النظر هذه غير قابلة للتكيف وخاصة في الأوساط الأكاديمية. يؤمن الطلاب بأن الجهد غير ضروري، إذ يأتي كل شيء بسهولة عند امتلاك الذكاء ولا يمكن للعمل الجاد تعويض النقص في حال افتقار الفرد للذكاء. يُعد الطلاب ذو وجهة النظر الكيانية للذكاء أكثر عرضة لتطوير حالة الخوف من الفشل، ما يؤدي إلى تجنبهم «المهام الفكرية» واستسلامهم أمام أي صعوبات ناشئة. يكمن التفسير المنطقي خلف وجهة النظر هذه في أنه عند امتلاك الذكاء، يصبح الجهد غير ضروري، وفي حال افتقار المرء له، لا يوجد أي شيء يمكنه فعله حيال ذلك.

#### التزايدية
بعكس نظرية الكيان، يعتقد الأفراد ذو النظرية التزايدية حول الذكاء (يمكن الإشارة إليها أيضًا باسم النظرة «المرنة» أو «المتغيرة») أن الذكاء قابل للتغير. ينطوي هذا الاعتقاد على أن الذكاء ناجم عن العمل الجاد واستخدام الاستراتيجيات الصحيحة. تُعد وجهة النظر هذه قابلة للتكيف على وجه الخصوص نظرًا إلى اعتبار هؤلاء الأفراد وجود النكسات أمر حتمي من أجل التعلم، عوضًا عن الاستسلام عند مواجهة الفشل أو التحديات. نظرًا إلى عدم حاجتهم إلى القلق الناجم عن ربط الجهد مع نقص الذكاء، لا يخاف هؤلاء الأفراد من العمل الجاد، ما يساعدهم على تحقيق أداء متفوق مقارنة بأقرانهم ذوي وجهة النظر الكيانية. يبقى هذا التأثير ملموسًا حتى بعد مرور سنوات عديدة، إذ يتفوق الأفراد ذو وجهة النظر التزايدية للذكاء أكاديميًا على أقرانهم ذوي وجهة النظر الكيانية للذكاء.

### طلب الإنجاز
يشير طلب الإنجاز إلى درجة «الحفاظ على معايير عالية» لدى الفرد بالإضافة إلى «طموحه بإنجاز المهام الصعبة». أمكن تحديد أبعاد التوجه نحو الهدف بوصفها تجليات دوافع طلب الإنجاز وتجنب الفشل ذات الصلة بالكفاءة لدى أتكينسون (1957). وجد باينه وآخرون في تحليل تلوي ارتباطًا إيجابيًا بين طلب الإنجاز والتوجه نحو الإنجاز، بينما ارتبط طلب الإنجاز سلبيًا مع التوجه نحو تجنب الأداء ولم يظهر أي ارتباط بالتوجه نحو إثبات الأداء. أشاروا أيضًا إلى أن طلب الإنجاز مرتبط بشكل أقوى مع التوجه نحو الإنجاز مقارنة بارتباطه مع الضمير. على الرغم من الارتباط القوي بين التوجه نحو الإنجاز وطلب الإنجاز، تشير النتائج إلى عدم إمكانية اعتبار التوجه إلى الإنجاز مرادفّا لطلب الإنجاز على الرغم من ترابطهما.